# جيم فوربس
جيم فوربس (بالإنجليزية: Jim Forbes)‏ هو عالم سياسة وضابط وأكاديمي وسياسي أسترالي، ولد في 16 ديسمبر 1923 في هوبارت في أستراليا. حزبياً، نشط في الحزب الليبرالي الأسترالي وتحالف الليبرالية والريفي ( – 1974) وحزب أستراليا الليبرالي (فرع جنوب أستراليا) ‏ (1974 – ). وقد انتخب عضو مجلس النواب الأسترالي عن دائرة باركر ‏ (13 أكتوبر 1956 – 11 نوفمبر 1975).